# 大醤
大醤株式会社（だいしょう）は、大阪府堺市に本社を置く大阪府で唯一の醤油醸造メーカーである。
寛政12年（西暦1800年）創業の河又醤油を起源とし、現在では醤油だけではなく、つゆ・たれ等の液体調味料も製造している。

## 会社概要
堺は江戸時代初期には全国屈指の醤油生産地だったと記録が残されているが、醤油の生産が関東で盛んになるにつれ衰退。
大阪で原料から醤油を醸造しているのは、河内屋又兵衛が創業した河又醤油を前身とする大醤のみとなった。

## 主力商品
200年以上の醸造技術を引き継ぐ醤油だけではなく、各種液体調味料等も製造している。
OEMが主力だが、大阪の企業ならではの特色ある自社ブランド商品も多く販売している。
- 王醤
- 新生しょうゆ
- しょうが醤油
- キムチぽんず
- カレーぽん酢
- 大醤うどんつゆ
- 大阪ステーキソース
- ほんまに濃い～のめんつゆストレート
- みそこんぶもん（岸和田市立産業高等学校と南宗味噌株式会社とのコラボ商品[4]）
- むっちゃ！うまっ！ラー油

## 沿革
- 1800年 - 初代又兵衛が河内屋を名のり醤油醸造業を始める（河又醤油創業）。
- 1898年 - 極上醤油「松乃盛」が宮内省御用となる。
- 1899年 - 創業百年祭を開催。
- 1905年 - 河又醤油試験所で本邦初の醤油麹菌（河又菌）の純粋培養を開始[5]。
- 1945年 - 堺空襲により新在家町の本社・工場が全焼。
- 1946年 - 現在の地（堺市石津北町）にて復興に着手。
- 1970年 - 河又醤油とイヅミイチ（大阪府貝塚市）が合同で大醤株式会社を設立[6]。イヅミイチ（泉一）は元木綿商の種子島家が8代目源兵衛の時代に清酒と醤油の醸造業を開始し、泉一醤油として知られた老舗メーカー[7]。
- 1996年 - 当時和歌山県最大の醤油醸造メーカーだった西幸醤油の業務を引き継ぐ。
- 2004年 - 「ISO-9001」を認証取得。
- 2006年 - 堺ブランド「堺技衆」認証取得[8]。
- 2011年 - 「新生しょうゆ」が「大阪産（もん）名品」認証商品となる[9]。
- 2013年 - 「キムチぽんず」が「モンドセレクション金賞」を初受賞。
- 2017年 - 本社敷地内に調味醤油生産工場（FS棟）竣工[10]。
- 2021年 - 食品安全管理規格「JFS-B規格」の適合証明取得。